# 杜宏本
杜宏本（1924年—2023年3月11日），男，北京人，中华人民共和国政治人物，曾任合肥市人大常委会主任，安徽省人大常委会副主任。